# Akçe

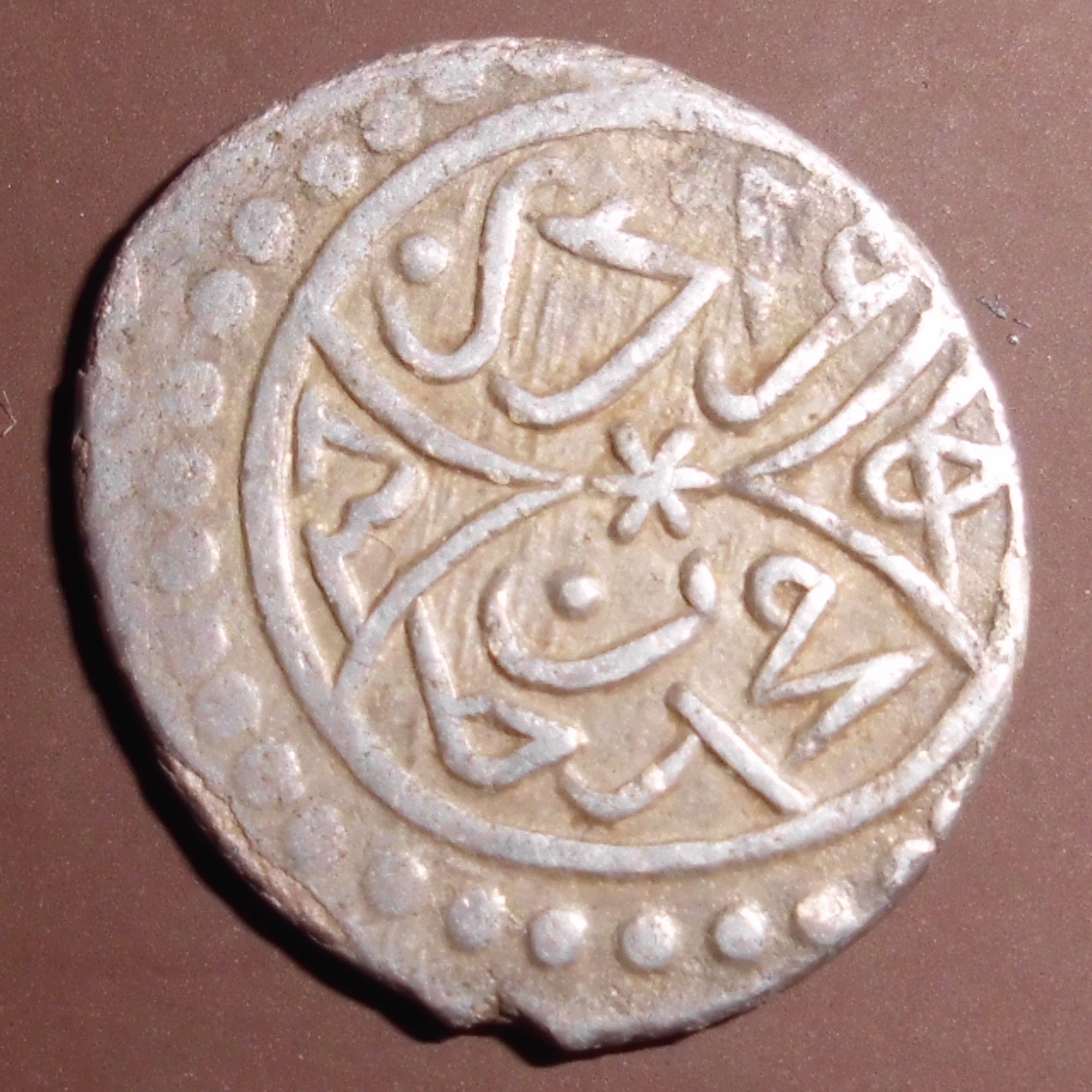
Akçe emessa dal Sultano Murad II nell'834 AH/1430-31 A.D., il diritto.

L'akçe (in ottomano: آقچه Aḳçe, Aḳça, in turco Akçe, Akça) era una moneta d'argento che fu la principale unità monetaria dell'Impero ottomano. Tre akçe erano uguale ad un para. Centoventi akçe valevano un kuruş. Successivamente, dopo il 1687, il kuruş diventò l'unità principale, rimpiazzando l'akçe.
La moneta fu coniata per la prima volta sotto il sultano Orhan I (1326-1359).
La moneta è stata probabilmente il modello dell'Asperon coniato dai Comneni nell'Impero di Trebisonda. Aveva un titolo di circa 900/ooo con un peso di 1,2 g ed un diametro di ca. 18 mm. Per secoli la moneta è la spina dorsale del sistema monetario ottomano. Ma all'inizio del XVII secolo il suo peso progressivamente diminuì a 0,33 grammi, con 13 mm di diametro. Nello stesso secolo furono emesse nuove monete (3 akçe = 1 para, 40 para = 1 kuruş), che gradualmente fecero perdere di valore l'akçe.
La zecca di Novo Brdo, una città mineraria fortificata nel Despotato di Serbia, con ricche miniere d'oro e d'argento, cominciò a coniare Akçe nel 1441 quando cadde sotto l'impero ottomano.
Nel 1455, Mehmed II (1451-1481) introdusse una nuova unità monetaria, l'altun, 1 altun valeva 60 akçe.
La moschea di Solimano il Magnifico sarebbe costata 59 milioni di akçe nel 1550, equivalenti a 700 000 zecchini d'oro di Venezia.
Nel 1700, 1 altun valeva da 300 a 400 akçe.

Con la riforma monetaria di Ahmed III (1703-1730), 1 akçe valeva 3 para e nel 1800 appena 0,1 para.
È sotto Mahmud II (1808-1839) che l'ultimo pezzo da 1 akçe fu coniato, le svalutazioni successive fecero in modo che l'akçe non contenesse più di 0,01 grammi d'argento, così che fu tolta dalla circolazione.
Nel 1843, accanto al kuruş d'argento fu aggiunta una moneta d'oro, la lira in un sistema bimetallico.
Il suo peso fluttuava, una fonte lo valuta tra 1,15 e 1,18 grammi. Il nome Akce in origine era una moneta d'argento, ma in seguito il significato cambiò e divenne sinonimo di soldi/moneta.
La lira turca è comparsa da sola nel 1870. Attualmente la lira turca è rimpiazzata dalla nuova lira turca (Yeni Türk Lirası).

## Svalutazione
Peso dell'Akçe in grammi di argento e indice.
| Anno      | argento (gr.) | indice |
| --------- | ------------- | ------ |
| 1450-60   | 0.85          | 100    |
| 1490-1500 | 0.68          | 80     |
| 1600      | 0.29          | 34     |
| 1700      | 0.13          | 15     |
| 1800      | 0.048         | 6      |

## Nella cultura di massa
- La valuta di Assassin's Creed: Revelations.